# Banu Hilal
Banu Hilal var en arabisk beduinstam som immigrerade till Nordafrika under 1000-talet sedan fatimiderna sänt dit dem för att straffa ziriderna för att de övergivit shiaislam. De besegrade snabbt ziriderna och försvagades starkt hammadidernas ställning. 
Banu Hilals intåg i Maghreb bidrog starkt till arabiseringen av området och innebar att tidigare jordbruksområden istället intogs av nomader.
Banu Hilal leddes av Abu Zayd al-Hilali. Deras historia har återberättats i fiktiv form i den arabiska berättelsen Taghribat Bani Hilal.